# Joel Geleynse
Joel Geleynse is een Canadees kunstrijder en singer-songwriter.

## Biografie
Geleynse nam succesvol deel aan diverse Canadese kunstschaatswedstrijden, maar stopte in 2004 definitief met kunstschaatsen om aan zijn muziekcarrière te werken.
Geleynse toerde door Canada en de Verenigde Staten en werd verscheidene malen genomineerd voor prijzen en verkocht ongeveer 4000 albums. Hierna werkte hij als artiest op het luxe cruiseschip Freedom of the Seas. Door een connectie op het schip vond er een carrièrewijziging plaats: hij werd een realitytelevisiester in Oost-Europa. Hij trad op in het Turkse programma Buzda Dans, een kunstschaatswedstrijd waarbij Turkse bekendheden samen met professionele kunstschaatsers optreden. Uiteindelijk wonnen Geleynse en zijn Turkse partner, Yasemin Hadivent, een model en actrice, het programma. Sinds 28 januari 2011 schaatste hij met Monique Smit in het SBS6-programma Sterren Dansen op het IJs. Hier zijn ze uiteindelijk derde geworden! Door het programma Sterren Dansen Op Het IJs, kreeg Geleynse de gelegenheid om een single op te nemen 'Love You More'. Deze single is in de single top 20 van Nederland beland. Ook de Single 'Oceanview' is hoog beland. De single 'It's December' is een echte aanrader voor tijdens de kerst.. Eind 2012 kreeg Geleynse te horen dat hij opnieuw mee mag doen aan het programma Sterren Dansen Op Het IJs. Dit keer is hij de partner van Laura Ponticorvo. Dit programma is van start gegaan op 1 januari 2013. Geleynse en Laura zijn uiteindelijk tweede geworden.